# Pražská
Pražská je název ulice v Praze. Spojuje Hostivařské náměstí (Praha 15, Hostivař) s ulicí Švehlova (Praha 10, Záběhlice). Začíná na Hostivařském náměstí, a jde na severozápad, po překročení Švehlovy pokračuje na sever a pak se stáčí obloukem na západ a vrací se do Švehlovy. V celé své délce je obousměrně průjezdná. Jméno Pražská nese od svého vzniku v roce 1927. To je odvozeno od směru ulice do Prahy.